# Peter Trompetter
Peter Trompetter (Lebensdaten unbekannt) war ein deutscher Fußballspieler und -schiedsrichter.

## Sportlicher Werdegang
Trompetter gehörte dem Kölner Stadtteilklub Mülheimer SV 06 an, für den er zwischen 1919 und 1927 in der Rheingau-Meisterschaft antrat, der seinerzeit im regional zerstückelten Fußball in Deutschland höchsten Spielklasse. Anschließend widmete der Rheinländer sich der Schiedsrichterei und wurde zu einem der führenden Schiedsrichter Westdeutschlands. In der Folge kam er in den 1940er Jahren zu Einsätzen im überregionalen Fußball. Im Rahmen der Endrunde zur Deutschen Meisterschaft wurde ihm die Endspielleitung übertragen. Vor 70.000 Zuschauern pfiff er am 18. Juni 1944 das Aufeinandertreffen von Dresdner SC und dem LSV Hamburg im Olympiastadion Berlin, der mitteldeutsche Klub verteidigte mit einem deutlichen 4:0-Erfolg den im Vorjahr erstmals gewonnenen Titel. Bereits in der Vorsaison hatte er das Halbfinalspiel zwischen dem FV Saarbrücken	und dem First Vienna FC 1894 (2:1-Erfolg) in der Stuttgarter Adolf-Hitler-Kampfbahn geleitet und sich dabei nachhaltig einen Namen gemacht. Auch nach dem Zweiten Weltkrieg gehörte Trompetter in den Anfangsjahren der Oberliga West zu den Erstligaschiedsrichtern.